# Przyłęk (powiat garwoliński)
Przyłęk – wieś sołecka w Polsce położona w województwie mazowieckim, w powiecie garwolińskim, w gminie Sobolew.
| SIMC    | Nazwa    | Rodzaj    |
| ------- | -------- | --------- |
| 0688410 | Leonorów | część wsi |

W latach 1975–1998 miejscowość należała administracyjnie do województwa siedleckiego.